# 真実を追う男
『真実を追う男』（しんじつをおうおとこ）は、2002年と2004年にTBS系「月曜ミステリー劇場」で放送されたテレビドラマシリーズ。全2回。主演は小林稔侍。
メスを捨てたさすらいの天才心臓外科医が、さまよう先で医療絡みの殺人事件の謎を解いていく。

## キャスト

### 主人公
神宮寺高志
演 - 小林稔侍
心臓外科の世界的権威として知られる外科医だったが、1年前、愛娘の愛子が家の窓から転落し、自ら施した手術のかいもなく死んでしまう悲劇が起こり、外科医を退いていた。しかし、愛子の事故が単なる事故とは思えず、警察が全く取り合ってくれなかったため、自分の手で事故の真相を突き止めるべく、全てを捨てて「真実を追う」旅を続けている。

### ゲスト
第1作（2002年）
- 白川佐知子（越後中央病院 医師） - 宝生舞
- 佐々木健（越後中央病院 医師） - 伊藤俊人
- 江口守（一枝の夫） - 松澤一之
- 江口一枝（秀一の姉） - 大塚良重
- 青山（柏崎警察署 刑事） - 山西道広
- 糸井絹江（患者） - 磯村千花子
- 江口美保（守と一枝の娘） - 藤原ひとみ
- 神宮寺愛子（神宮寺の亡き娘） - 池田愛
- 越後中央病院 看護師 - 大塚安里、平岩紙
- 大林暁夫（越後中央病院 院長） - 石田太郎
- 栗林（薬剤会社社員） - 佐藤二朗
- 砂田（柏崎警察署 刑事） - 林和義
- 花村（越後中央病院 事務長） - 渡辺憲吉
- 近藤（越後中央病院 医師） - 中根徹
- 香山晴美（越後中央病院 看護婦） - 川合千春
- 星野秀一（星野医院 医師・佐和子の幼馴染） - 鶴見辰吾
- その他 - 田代純子、田邉年秋、原千景、谷仲恵輔、大澤桂子、家根本渉、佐藤荘二郎、猫田直、古海裕子、岡本侑也

第2作（2004年）
- 田村瞳（鮮魚店手伝い） - 遠野凪子
- 原島洋介（ルポライター） - 榊英雄
- 長谷川誠（亜細亜トラベル 社長） - 小市慢太郎
- 大沢雅彦（愛仙会病院 医師） - 山中聡
- 斎藤絵美（亜細亜トラベル 社員） - 坂上香織
- 木下（塩釜南警察署 刑事） - 吉見一豊
- 橋本（患者） - 八十田勇一
- 田中（ホームレス） - 岩手太郎
- 田村三郎（鮮魚店経営者・瞳の父） - 椎名泰三
- 斎藤正子（絵美の母） - 木瓜みらい
- ヒロシ（小児患者） - 小越勇輝
- 加奈（津田の孫） - 甲野優美
- 津田庄平（患者） - 柳澤愼一
- 迫田雅也（愛仙会病院 院長） - 勝部演之
- 和代（看護師） - 豊川栄順
- 真理子（看護師） - 今江冬子
- 泉（製薬会社社員） - 田中護
- 竹村玲子（患者の妻） - 野平ゆき
- 畠山（医師） - 武発史郎
- 菊田（塩釜南警察署 刑事） - 六平直政
- 遠山純一（愛仙会病院 外科部長） - 石丸謙二郎
- 増岡剛造（衆議院議員） - 清水綋治
- 西田幸雄（愛仙会病院 元院長） - 織本順吉
- その他 - 相礒侑之介、建部和美、住吉理栄、妃羽理、山本佳代、小笠原家光、吉原拓

## スタッフ
- 脚本 - 金谷祐子（第1作）、金井寛（第1作）、安井国穂（第2作）
- 監督 - 橋本一
- ロケ協力
  - 第1作 - 柏崎市観光交流課
  - 第2作 - せんだい・宮城フィルムコミッション、ホテル仙台プラザ、松島湾観光汽船
- 医事監修 - 炭山嘉伸（第1作）
- スタントクリエーター - 大道寺俊典
- 美術協力 - フジアール
- 技術協力 - 映広、東通
- プロデューサー - 大川博史
- 製作 - Joker、TBS

## 放送日程
| 話数 | 放送日         | サブタイトル | 脚本            | 監督   |
| ---- | -------------- | --- | --------------- | ------ |
| 1    | 2002年11月11日 | 医療ミスはあったのか? 新潟柏崎の大病院で相次ぐ突然死の裏に隠された秘密… 娘を失った天才外科医が悪の闇を奇跡のメスで切り裂く! | 金谷祐子 金井寛 | 橋本一 |
| 2    | 2004年07月19日 | 宮城塩釜で起きた爆発事故 天才外科医が救えなかった一人の男の命が暴いた 特別病棟と臓器売                                      | 安井国穂        | 橋本一 |